# Marie-Soleil Beaudoin
Marie-Soleil Beaudoin (North Vancouver, Canadá, 30 de noviembre de 1982) es una árbitra de fútbol canadiense internacional desde 2014.
También es profesora de fisiología y biofísica en la Universidad de Dalhousie.

## Formación
Nació en 1982 en North Vancouver, antes de mudarse a Quebec cuando era pequeña. Es la mayor de tres hermanas y comenzó a jugar al fútbol a la edad de cinco años.
Se graduó de la Universidad McGill con una Licenciatura en Ciencias, especialización en educación. Luego asistió a la Universidad de Guelph, donde se graduó con una maestría en ciencias y un doctorado en nutrición, ejercicio y metabolismo.
Trabajó como profesora en la Universidad del Norte de Columbia Británica durante un año, antes de ser contratada como profesora de fisiología y biofísica en la Universidad de Dalhousie.

## Carrera de arbitraje
Recibió su distintivo regional en 2008, estatus provincial en 2009, distintivo nacional en 2013 y su distintivo FIFA en 2014.
Participó en la Copa Mundial Femenina de Fútbol de 2019 en Francia, donde dirigió una semifinal.
En 2023, fue seleccionada para asistir a la Copa Mundial Femenina de Fútbol de 2023.

## Partidos internacionales
A continuación se listan los partidos internacionales donde ha actuado como árbitra principal.

### Copa Mundial de Fútbol Femenino Sub-17
| Copa Mundial de Fútbol Femenino Sub-17 | Copa Mundial de Fútbol Femenino Sub-17                                                 | Copa Mundial de Fútbol Femenino Sub-17 | Copa Mundial de Fútbol Femenino Sub-17 | Copa Mundial de Fútbol Femenino Sub-17 | Copa Mundial de Fútbol Femenino Sub-17   | Copa Mundial de Fútbol Femenino Sub-17 | Copa Mundial de Fútbol Femenino Sub-17 |
| Fecha                                  | Partido                                                                                | Sede                                   | Fase                                   | Amonestado                             | Otorgado · Otorgado otra vez · Expulsado | Expulsado                              | Anotado · Penal                        |
| -------------------------------------- | -------------------------------------------------------------------------------------- | -------------------------------------- | -------------------------------------- | -------------------------------------- | ---------------------------------------- | -------------------------------------- | -------------------------------------- |
| 16 de noviembre de 2018                | Japón 6 – 0 Archivado el 17 de noviembre de 2018 en Wayback Machine. Sudáfrica         | Maldonado                              | Fase de grupos                         | 0                                      | 0                                        | 0                                      | 2                                      |
| 17 de octubre de 2016                  | España 0 – 3 Archivado el 17 de noviembre de 2018 en Wayback Machine. Japón            | Amán                                   | Semifinal                              | 2                                      | 0                                        | 0                                      | 1                                      |
| 8 de octubre de 2016                   | Corea del Norte 3 – 0 Archivado el 17 de noviembre de 2018 en Wayback Machine. Nigeria | Amán                                   | Fase de grupos                         | 3                                      | 0                                        | 0                                      | 0                                      |
| 30 de septiembre de 2016               | Jordania 0 – 6 Archivado el 2 de octubre de 2016 en Wayback Machine. España            | Amán                                   | Fase de grupos                         | 1                                      | 0                                        | 0                                      | 1                                      |

### Premundial Femenino Concacaf
| Premundial Femenino Concacaf | Premundial Femenino Concacaf | Premundial Femenino Concacaf | Premundial Femenino Concacaf | Premundial Femenino Concacaf | Premundial Femenino Concacaf             | Premundial Femenino Concacaf | Premundial Femenino Concacaf |
| Fecha                        | Partido                      | Sede                         | Fase                         | Amonestado                   | Otorgado · Otorgado otra vez · Expulsado | Expulsado                    | Anotado · Penal              |
| ---------------------------- | ---------------------------- | ---------------------------- | ---------------------------- | ---------------------------- | ---------------------------------------- | ---------------------------- | ---------------------------- |
| 10 de octubre de 2018        | Panamá 2 – 0 México          | Cary                         | Fase de grupos               | 4                            | 0                                        | 0                            | 1                            |

### Tournament of Nations
| Tournament of Nations | Tournament of Nations          | Tournament of Nations | Tournament of Nations | Tournament of Nations | Tournament of Nations                    | Tournament of Nations | Tournament of Nations |
| Fecha                 | Partido                        | Sede                  | Fase                  | Amonestado            | Otorgado · Otorgado otra vez · Expulsado | Expulsado             | Anotado · Penal       |
| --------------------- | ------------------------------ | --------------------- | --------------------- | --------------------- | ---------------------------------------- | --------------------- | --------------------- |
| 27 de julio de 2017   | Estados Unidos 0 – 1 Australia | Seattle               | -                     | 2                     | 0                                        | 0                     | 0                     |

### Copa SheBelieves
| Copa SheBelieves   | Copa SheBelieves             | Copa SheBelieves | Copa SheBelieves | Copa SheBelieves | Copa SheBelieves                         | Copa SheBelieves | Copa SheBelieves |
| Fecha              | Partido                      | Sede             | Fase             | Amonestado       | Otorgado · Otorgado otra vez · Expulsado | Expulsado        | Anotado · Penal  |
| ------------------ | ---------------------------- | ---------------- | ---------------- | ---------------- | ---------------------------------------- | ---------------- | ---------------- |
| 7 de marzo de 2017 | Estados Unidos 0 – 3 Francia | Washington D. C. | -                | 3                | 0                                        | 0                | 1                |

### Amistosos internacionales
| Amistosos          | Amistosos                     | Amistosos     | Amistosos  | Amistosos                                | Amistosos | Amistosos       | Amistosos |
| Fecha              | Partido                       | Sede          | Amonestado | Otorgado · Otorgado otra vez · Expulsado | Expulsado | Anotado · Penal |           |
| ------------------ | ----------------------------- | ------------- | ---------- | ---------------------------------------- | --------- | --------------- | --------- |
| 6 de abril de 2016 | Estados Unidos 7 – 0 Colombia | East Hartford | 2          | 0                                        | 0         | 0               |           |

### Juegos Panamericanos
| Juegos Panamericanos | Juegos Panamericanos             | Juegos Panamericanos | Juegos Panamericanos | Juegos Panamericanos | Juegos Panamericanos                     | Juegos Panamericanos | Juegos Panamericanos |
| Fecha                | Partido                          | Sede                 | Fase                 | Amonestado           | Otorgado · Otorgado otra vez · Expulsado | Expulsado            | Anotado · Penal      |
| -------------------- | -------------------------------- | -------------------- | -------------------- | -------------------- | ---------------------------------------- | -------------------- | -------------------- |
| 22 de julio de 2015  | Brasil 4 – 2 México              | Toronto              | Semifinal            | 1                    | 0                                        | 0                    | 0                    |
| 14 de julio de 2015  | Colombia 1 – 1 Trinidad y Tobago | Toronto              | Fase de grupos       | 4                    | 0                                        | 0                    | 0                    |